# 圣母往见堂 (布达佩斯)

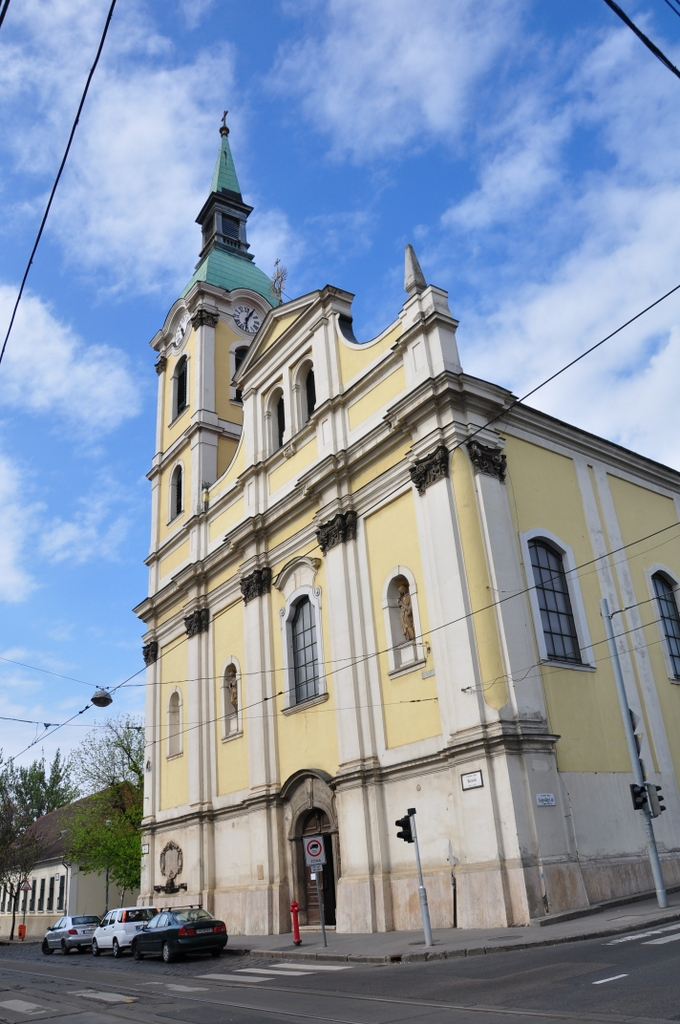

圣母往见堂（匈牙利语：Sarlós Boldogasszony-plébániatemplom）是一个历史性的罗马天主教教堂，位于匈牙利布达佩斯第二区的Újlak。 

## 历史
1705年，圣母往见堂区成立。正门上方有一行拉丁文铭文，标示堂区成立的年份。
目前的建筑建于1746年至1766年间，由克里斯托夫·哈蒙（Kristóf Hamon）和Máté Nöpauer建造。
正祭台由克里斯托夫·希基什（Kristóf Hickisch）设计，于1799年落成。钟楼原设计在主立面中部，1765年由于缺陷不得不拆除，改建在南侧。由于1875年的一场暴雨，顶部不得不翻修两次。目前的形式是由米克洛斯·伊布尔于1877年设计，呈现为折中主义的风貌。1957年至1960年对其进行了翻修，1997年又再次翻修。

## 艺术品
壁画是20世纪20年代绘制的。正祭台上是Falconer József 的画作圣母往见（圣母玛利亚访问伊利沙伯）。有一尊弗里杰斯（Frigyes）的雕塑（1799年）。旋转的圣所有1761年的祭坛。凯旋门另一侧的圣亚纳祭坛，来自马提亚的一座教堂，在1779年搬到这里使用。
1818年，林克·杜奈兹基（Lőrinc Dunaiszky）完成一尊雕刻精美的圣母怜子雕像。侧祭坛由圣徒捐资修建，供奉圣弗洛里安（1778年）。下一个祭台供奉帕多瓦的圣安多尼（1777-78），接着是圣母玛利亚祭坛（1760年）。最靠近正祭台的是耶稣圣心祭坛，曾是臬玻穆的若望的所在地，很可能是1902年的雕像。到2022年，管风琴已不能工作，需要修复。